# Actinothoe sphyrodeta
Espèce
Actinothoe sphyrodeta aussi appelée anémone-marguerite est une espèce d'anémones de mer.

## Description
Actinothoe sphyrodeta est une petite anémone : elle mesure 5 cm de haut maximum. Elle est composée d'un pied cylindrique qui la fixe au substrat d'un côté et déploie une couronne de tentacules de l'autre.
Le pied est lisse de couleur blanche opaque, mais comporte des stries longitudinales irrégulières transparentes, blanches ou grises. Il est parfois recouvert de quelques taches noires — des cinclides — qui peuvent remonter jusqu'à la base de tentacules. Le diamètre du pied à son point d'attache est de 2 cm maximum. Le disque central, légèrement plus large que le pied, est soit blanc soit jaune-orangé. En son centre se trouve la « bouche » de l'animal.
Actinothoe sphyrodeta possède jusqu'à 140 tentacules de couleur blanche translucide. Ils sont complètement rétractiles et de forme conique : plus larges à la base et avec des extrémités pointues. Leur longueur est assez réduite : la couronne de tentacules est au maximum de 3 cm de diamètre.

## Biotope et répartition

### Répartition
Cette espèce se rencontre entre 2 et 40 mètres de profondeur en Atlantique Nord-Est, des îles Britanniques jusqu'au Portugal et en Manche. Elle est présente aux Canaries et est localement signalée en Méditerranée occidentale.[réf. souhaitée]

## Étymologie
Son nom d'anémone-marguerite ou de marguerite de mer vient de la ressemblance de cet animal avec la fleur de Leucanthemum vulgare ou marguerite commune lorsque le disque central est jaune et les tentacules blancs. Les anglophones parlent parfois de fried egg anemone, c'est-à-dire « anémone œuf au plat » pour les mêmes raisons.